# Korana
A Korana folyó Horvátország területén, a Kulpa jobb oldali mellékfolyója.
Nevének eredete vitatott. Egyesek szerint a Korana neve a „kora” (kéreg) szóból ered, mások szerint a név a „gorana” névből származik, vagyis hegyről folyó vizet jelent, és ismét mások a folyó nevét éles és mély sziklákkal határolt medrével („korito”) társítják. Egyesek szerint a név alapja az indoeurópai „krew” (hideg, innen való a kristály szó is) melléknév.

## Leírása
A folyó a Plitvicei-tavakból, Lika keleti részén, a Kis-Kapela alatt ered. A Plitvice-patak vize, amely egy 78 m magas sziklafalról zuhan mélybe alkotja a Nagy-vízesés (Veliki slap) amfiteátrumát, amely egyben Horvátország legmagasabb vízesése. További forráspatakjai a Bijela rijeka, a Crna rijeka és a Rječica. A víz tóról tóra travertínógátakon át  áramlik. A tavak közül a legutolsó a Novakovića Brod. Az ebből lezúduló víz alkotja a 25 m magas Sastavci-vízesést, mely egyben a Korana kezdetét jelenti. 
A forrástól a károlyvárosi torkolatig a folyó 134,2 km hosszú. A Korana folyásának számos részén festői a táj. A folyó helyenként száz méteres, vagy még magasabb sziklafalak közötti mészkőszurdokokon folyik át. Ezeket a kanyonokat részben benőtték a bükkösök, részben pedig csupaszok. A felső szakaszon festői barlangok találhatók.
Szluinban, a Slunjčica és a Korana találkozásánál alakultak ki az érdekes Rastokei-vízesések. Károlyváros közelében a Mrežnica ömlik a Koranába, míg a Bosznia-Hercegovinában található Tržacban a Mutnica ömlik a folyóba. A folyó végül Károlyvárosnál torkollik a Kulpába. A folyó a Fekete-tenger vízgyűjtőjéhez tartozik, és nem hajózható.

## Galéria
- A Korana völgye a Plitvicei-tavak alatt
- A Korana völgye a Plitvicei-tavak alatt
- A Korana szurdoka Szluinnál
- A Korana Szluinnál
- A Korana Rastoke falunál
- A Korana Rastoke falunál
- Híd a Korana felett Szluinnál
- A Mrežnica torkolata
- A Korana Károlyvárosnál
- A Korana Károlyvárosnál a torkolat közelében

## Fordítás
Ez a szócikk részben vagy egészben  a   Korana című horvát Wikipédia-szócikk ezen változatának fordításán alapul.  Az eredeti cikk szerkesztőit annak laptörténete sorolja fel. Ez a jelzés csupán a megfogalmazás eredetét és a szerzői jogokat jelzi, nem szolgál a cikkben szereplő információk forrásmegjelöléseként.